# تازاغين
تازاغين أو تزغين جماعة تابعة لآيت سعيد في إقليم الدريوش (منذ 2009) في الريف في شمال المغرب، أُحدثت سنة 1959، مساحتها تبلغ 78 كلم2 وتُحد شمالا بالبحر الأبيض المتوسط أما جنوبا فتحدها جماعة امهاجر ثم يحدها من جهة الشرق كل من جماعتي دار الكبداني وآيت مايت وفي الغرب توجد جماعة امهاجر.
تتكون جماعة تزغين من 11 دائرة انتخابية، ويقوم بتسيير شؤونها مجلس يتكون من 13 عضوا، من بينهم الرئيس ونائبيه.

## الخصائص

### الخصائص الطبيعية
تتصف جماعة تزغين بطقس معتدل، يبلغ معدل التساقطات المطرية فيها حوالي 300 ميليمتر في السنة، أما فيما يخص درجات الحرارة المسجلة فيها فتتراوح ما بين 5 درجات (الحرارة الدنيا) و30 درجة (الحرارة العليا). ويغلب عليها النشاط الفلاحي، غير أنها تتميز بالخصوص بانتعاش قطاع الصيد البحري، وتسجيل عدد كبير من أبناء الجماعة، الذين يعملون بالمهجر، بالإضافة إلى انتعاش قطاع السياحة في الفترة الأخيرة.
يبلغ عدد سكان الجماعة حوالي 7.000 نسمة، ويبلغ عدد سكان مركز الجماعة حوالي 1.000 نسمة.

### المشاكل
تضم منطقة ثازغين أزيد من 5000 نسمة إلا أنها تفتقد إلى ألسط شروط التطبيب والعلاج حيث تتوفر المنطقة على مستشفى واحد لكنه مجرد بناية ويفتقد إلى أدنى مواد الإسعافات الأولية، حيث تعرضت سيدة مسنة للسعة عقرب سامة وعندما توجهت إلى المستوصف من أجل تلقي العلاج بقيت عند باب المستوصف تتوجع بالألم دون أن تجد أدنى استجابة من لدن مسؤولي المستوصف. ورغم توفر المنطقة على شفرة مائية طبيعية مهمة لكن تغاضي وتقصير المسؤولين عن عدم استغلالها وترشيدها وهيكلتها _حسب التقارير الصحفية_ جعل السكان في محنة كبرى، وهو ما يدفعهم إلى دفع مبالغ مهمة من أجل الحصول على الماء وتسديد حاجياتهم عن طريق الشاحنات المخصصة لهذا الغرض. أما فيما يخص التيار الكهربائي، فقد شهدت الأعوام الأخيرة (ما بعد 2010) انقطاعا مستمرا عن المنطقة بمعدل 50 مرة في الشهر، مما ترتب عن ذلك مجموعة من الخسائر والأضرار لأصحاب المحلات التجارية وكذا للسكان العادين. كما أن هناك بعض المداشير بالمنطقة التي لا زالت تُنير بالشموع، وفي هذا الإطار عبر مجموعة من المواطنين المتضررين تنظيم حملة من أجل الدفاع عن حقوقها المشروعة. وتعرف المنطقة غياب شبه تام للطرق المعبدة مما يزيد من وطأة العزلة. كما أن الطريق الساحلي الجديد لم تستفد منه المنطقة في شيء، في ظل عدم فتح الطريق الثانوية الرابطة بين ثازغين ومنطقة أنوال التي من شانها أن تفك العزلة عن المنطقة وتوصل هذه المنطقة بالطريق الساحلي وبالتالي المساهمة في الرواج السياحي والاقتصادي للمنطقة.
استفادت المنطقة من دعم المبادرة الوطنية للتنمية البشرية حيث خُصص غلاف مالي قدره 500 مليون سنتيم مغربي (~ 500.000 دولار أمريكي)، وتم تقسيم هذا المبلغ على خمسة مشاريع أي 100 مليون سنتيم لكل مشروع ورغم مرور مدة كبيرة عن هذه المبادرة فإن تلك المشاريع لم تُنفذ بعد. وتعرف المنطقة انعدام المرافق الرياضية والترفيهية والفضاءات التي من شأنها أن تساهم في تأطير الشباب ومنعه من الانحراف. ويُعاني شاطئ ثازغين من الإهمال الذي يطاله من طرف الجهات المسؤولة، حيث تكثر فيه الأزبال والنفايات.

## التقسيم الإداري
من بين القرى والدواوير المكونة لجماعة تازاغين:
- تفزوين
- اعنكوين
- اجرابن
- بوحبس
- احياتن
- اسعمارن
- اوحوذان
- أبوسكوكن
- ايت وعمار
- امخلوفن
- اعوامن
- تفروين
- ايباربيعن